# フィンエアー915便撃墜未遂事件
フィンエアー915便撃墜未遂事件 （フィンエアー915びんげきついみすいじけん、英語：Finnair Flight 915）とは、1987年12月23日にノルウェーのエッジ島上空を飛行中の成田発ヘルシンキ行きのフィンエアー915便に対し、ソビエト連邦軍がミサイルを発射したとされる事件である。これは2014年9月にフィンランドの大手新聞社ヘルシンギン・サノマットが、衝突の20秒前にミサイルが爆発したとするパイロット2名による証言とこれに関する詳細な記事を掲載したことで明らかになった。フィンランド国営放送も同日にこの件を報じた。
これが明らかになると、当時報告されるべきであった政治家や公務員の間で怒りを買い、フィンランドのメディアによりフィンランド化の疑惑が取り沙汰されるなかで広く報道された。
この事件は、1940年に起きたフィンエアー前身のアエロ1631便撃墜事件や1962年のアエロフロート902便墜落事故、1978年の大韓航空機銃撃事件や1983年の大韓航空機撃墜事件など、ソビエト連邦が関与した同様の事件と比較されている。915便のカウキアイネン機長によると、2014年7月17日に起きたマレーシア航空17便撃墜事件を受けて、乗務していたパイロットらはこの件について発言することを決めたという。

## 背景
フィンエアーは1983年に日本ーヨーロッパ間の直行便運航を開始した世界初の航空会社であった。この便の使用機材はマクドネル・ダグラス製のDC-10-30ER型機であり、燃料タンクを貨物スペースにも装備することで24,000リットルの航空燃料を追加搭載できた。この機種が東京からヘルシンキまでの10,025キロ、およそ13時間のノンストップ運航を可能にしていたのである。ソ連側は通常の通過料金に加えてシベリア上空の通過料金も要求していたため、この便はソ連領空を避けて北極上空の国際空域を飛行していた。他の西側諸国の航空会社の航空機は航続距離が足りず、給油のためアラスカ州アンカレッジに着陸していた。日本の航空会社は、ソ連が見返りに日ソ間の飛行権を要求すると考えたため、シベリア上空を通る直行便を運航しなかった。

## 当日の915便
使用されたDC-10-30ER型機はフィンエアーにリースされ運航していたが、機体記号はN345HCとしてアメリカ合衆国にて登録されていた。1981年に製造されてフィンエアーが受領し、後にムーミンの特別塗装機として運航された。
915便は1987年12月23日の日本時間午前10時（フィンランド時間午前3時）頃、成田空港をほぼ定刻通りに離陸し、乗員18名（パイロット4名、フィンランド人12名と日本人2名の客室乗務員）と乗客201名を乗せていた。巡航高度は10,600メートル（34,800フィート）であった。
離陸後はベーリング海峡へ北進して北極点を越え、慣性航法装置を用いて南方のスヴァールバル諸島へ、そしてヘルシンキに向かっていた。ベーリング海峡到達前にはアリューシャン列島上の国際日付変更線を越え、しばらくの間は前日の12月22日に飛行していた。

## 経緯
乗務したパイロットの2014年の報告書によると、フィンランド時間の13時から14時ごろにノルウェーのスヴァールバル諸島エッジ島上空を飛行中、機長のエスコ・カウキアイネンと副操縦士のマルック・ソイニネンが前方の飛行経路左30度のところに915便へ接近してくるロケットを目撃した。両名は休憩中であり、良好な視界のなか30分以上もその飛行を追っていた。当初彼らは対流圏へ向かうソ連の気象観測ロケットだと思っていたが、それが915便の巡航高度に達すると進路を変えて機体へ真っ直ぐ向かい、途中で爆発した。パイロットらにとってそのミサイルが目標である915便に照準を合わせていたことは明らかであった。
慣性航法装置は915便の位置を特定させた。爆発後に機長はストップウオッチを始動し、60〜80秒後に爆発でできた雲煙へ到達した。915便の巡航速度は時速900キロ、ミサイルの巡航速度は少なくとも時速1800キロであり、パイロットらは衝突の約20秒前に爆発が起きたと計算した。両名はミサイルが螺旋状に旋回しながら海へ落下する様子を目撃していた。
機長はその後コックピットへ入り、フィンランド時間16時ごろに着陸操作を担当した。事件時にコックピットにいた交替前のパイロットは、口頭で彼に報告した。

## 事件に関する推察
パイロットらはミサイルがソ連から飛来してきたと確信し、コラ半島または潜水艦から発射されたと推測していた。彼らがヘルシンギン・サノマット紙に語った際、ある種の軍事演習だと思ったと述べ、それが演習の計画通りに実行されたか、あるいは失敗したと考えた。前者の場合、915便が演習の標的として使われたことを意味していた。可能性のひとつとして考えられたことは、その3年前にフィンランド北部で起きた「イナリ湖ミサイル」と呼ばれた件と同様の誤射という点であった。
軍事技術、特に核兵器システムの専門家であるフィンランド国防大学のステファン・フォルス教授（戦略学・軍事学）は、米ソ両大国が締結した中距離核戦力全廃条約が事件の同年初頭に批准された結果、廃棄予定の中距離射程弾道ミサイルあるいは巡航ミサイルといった従来の地上発射型ミサイルは、その翌年の7月下旬になってようやく削減が開始されたことから、そうしたミサイルであるはずはないと指摘した。
トゥルクの日刊紙トゥルン・サノマットは、1988年から1996年までフィンランド国防軍の対空監察官を務めたアハティ・ラッピ大佐（引退済）にインタビューを実施し、その際に大佐は以下のように述べた：
- ミサイルの航跡、特に軌道を変えたという事実は地対空ミサイルであることを示唆している。弾道ミサイルに高度10,000メートル以上で進路を変える能力はない。パイロットの見立ては正しかったと信じていると大佐は述べた。
- ソ連領のノヴァヤゼムリャやコラ半島は、当時最重量の対空兵器を以てしてもスヴァールバル諸島からは遠すぎる。このように水上艦からミサイルが発射されたと大佐は考えがちである。

しかし、その巨大な雲煙は大佐の見解であるS-125のものではないともされる。そのミサイルの60キログラムの重量では目を見張るほどの爆発にはならない。

## 報告の遅延
この件の報告は機長の義務だったため、915便のパイロットらはカウキアイネン機長が運航後に報告書を提出することに同意した。機長は事件後数週間にこのことを2度思い出したが、クリスマスの祝賀が報告を妨害したという事実のために、機長はそれを決してしなかったようである。
しかしながらこの事件はフィンエアー、特にパイロットの訓練課程において議論されていた。同社運航部のある社員は匿名を条件に、ヘルシンギン・サノマット紙に対して当時の事件について聞いたことを、「事件は話題になりましたね。他のパイロットもその航路で爆発を見たと言っていました。もしかして、ミサイルの発射実験だったのでしょうか？」と語った。カウキアイネン機長もまた2014年にフィンアビアと呼ばれたフィンランド民間航空局の少なくとも一員として事件に関わっていた。しかし、フィンランド政府内でこの事件にほとんど関心が寄せられなかったことが判明したのは「フィンランド国民、特に政府内の人々がフィンランド化した昔に戻ることにうんざりしていた」ためであった。2014年のフィンランド運輸安全局は事件について何も認知しておらず、当時の報告書あるいは航空日誌はもはや存在しなかった。
915便の副操縦士はHSTV（ヘルシンギン・サノマット紙の映像サービス）のインタビューにて、2014年7月17日にウクライナでマレーシア航空17便が撃墜された後、事件について考え直したと語った。コックピットからミサイルとその爆発を目撃した生存しているパイロットらは、その後公の場で事件について話すことを決めた。
運輸安全局航空部のペッカ・ヘンッツ部長は、今日ではそのような事件は沈静化しないだろうと述べた。機体の着陸前に当局や航空会社の経営陣に知らされていた可能性が高いという。

## 当時の関係当局代表者らの反応
運輸相のペッカ・ヴェンナモ、貿易相のペルッティ・サロライネン、そしてフィンランド保安諜報庁長官のセッポ・ティッティネン（いずれも事件当時）は、ヘルシンギン・サノマット紙の記事を読んで初めて事件を知った。ティッティネンは、「この件は安全保障・諜報庁内部で絶対的に関心を集めるでしょう…。このような事件に関する情報は、現在のように航空部門の職員から当局へ自動的に伝えられるべきでした。」と述べた。
サロライネンはこの事件を知って激怒したと言われている。彼は事件を「言語道断」だと考えており、「それは文明化された行為ではなく、事件の記述が正確であればそれは死に急ぐような軍事的ギャング行為であったでしょう。」と続けた。2014年でさえエドゥスクンタや各省庁の大臣からの情報は 「嘆かわしい方法で」 秘密にされているとも彼は言明した。ヴェンナモは「フィンエアー機が実際に射撃訓練に使われたとすれば、それは凶悪な犯罪です。」と述べた。